# Jengglungharjo
Jengglungharjo is een bestuurslaag in het regentschap Tulungagung van de provincie Oost-Java, Indonesië. Jengglungharjo telt 4688 inwoners (volkstelling 2010).